# 平田箴
平田 箴（ひらた ただし、1855年12月17日（安政2年11月9日）- 1925年（大正14年）8月15日）は、明治から大正期の弁護士、政治家。衆議院議員、岩手県会議長。

## 経歴
陸奥国磐井郡、のちの岩手県西磐井郡一関町（現一関市）で、一関藩士の家に生まれた。藩校教成館で文武の課程を修めた。
警察官を志願し、盛岡警察署（現盛岡東警察署）詰巡査となる。その後退職して自由党に加わり、代言人（弁護士）の業務に従事。その清潔公平な働きで信頼を得て、村会議員、一関町会議員に選出された。その後、岩手県会議員となり、同副議長、同議長を務めた。その他、所得税調査委員、郡徴兵参事員、破産管財人なども務めた。
1894年（明治27年）3月、第3回衆議院議員総選挙（岩手県第5区、自由党）で初当選し、第4回総選挙でも再選され、衆議院議員に連続2期在任した。

## 国政選挙歴
- 第2回衆議院議員総選挙（岩手県第5区、1892年2月、自由党）落選[5]
- 第3回衆議院議員総選挙（岩手県第5区、1894年3月、自由党）当選[5]
- 第4回衆議院議員総選挙（岩手県第5区、1894年9月、自由党）当選[6]
- 第5回衆議院議員総選挙（岩手県第5区、1898年3月、自由党）次点落選[6]
- 第7回衆議院議員総選挙（岩手県郡部、1902年8月、立憲政友会）次点落選[7]